# Mamontowo
Mamontowo (ros. Мамонтово) – wieś (ros. село, trb. sieło) na terenie wchodzącego w skład Rosji syberyjskiego Kraju Ałtajskiego.
Miejscowość powstała w 1780 i położona jest w odległości ok. 191 km od stolicy kraju – miasta Barnauł. Ośrodek administracyjny rejonu mamontowskiego.
W 2003 liczył 9300 mieszkańców.